# John Sheridan
John Joseph Sheridan (Stretford, 1º ottobre 1964) è un allenatore di calcio ed ex calciatore irlandese, di ruolo centrocampista.

## Carriera
Centrocampista, ha iniziato la sua carriera da giocatore con il Manchester City per poi trasferirsi al Leeds United, dove ha segnato 47 gol in campionato in 230 presenze. Ha giocato brevemente per il Nottingham Forest, sotto la direzione di Brian Clough, e poi si è unito allo Sheffield Wednesday, per il quale ha segnato il gol della vittoria nella finale della Coppa di Lega inglese del 1991 allo stadio di Wembley. Verso la fine del suo tempo con il club, ha giocato per Birmingham City e Bolton Wanderers in prestito prima di unirsi a quest'ultimo in modo permanente. Sheridan ha collezionato 199 presenze in campionato per il Wednesday e ha segnato 25 gol. Ha vinto il titolo di First Division con il Bolton nel 1997. Sheridan ha poi giocato per il Doncaster Rovers dopo aver lasciato il Bolton e poi si è unito all'Oldham Athletic, dove ha trascorso gli ultimi sei anni della sua carriera da giocatore, segnando 14 gol in campionato in 144 presenze.
Ha giocato a calcio internazionale per la Repubblica d'Irlanda, per la quale ha vinto 34 presenze e segnato cinque gol in sette anni. Essendo stato incluso nella rosa della Repubblica per UEFA Euro 1988, Sheridan ha giocato una partita alla Coppa del Mondo FIFA 1990 e quattro nel torneo del 1994.
È diventato il manager di Oldham nel 2006, dopo aver servito due volte come caretaker durante il suo periodo come giocatore di Oldham. Sheridan ha lasciato il club nel 2009, dopo aver trascorso più di dieci anni lì come giocatore e allenatore. È entrato a far parte del Chesterfield nello stesso anno, dove ha ottenuto il successo in campionato e coppa. Sheridan è stato poi il manager del Plymouth Argyle dal 2013 al 2015, e poi ha avuto una serie di posizioni manageriali di breve durata, inclusi periodi al Newport County, Oldham (altre due volte), Notts County, Fleetwood Town, Carlisle United, Chesterfield (di nuovo), Waterford, Wigan Athletic e attualmente Swindon Town.

## Statistiche

### Statistiche da allenatore
Statistiche aggiornate al 8 agosto 2021.
| Stagione               | Squadra                | Campionato             | Campionato | Campionato | Campionato | Campionato | Coppe nazionali | Coppe nazionali | Coppe nazionali | Coppe nazionali | Coppe nazionali | Coppe continentali | Coppe continentali | Coppe continentali | Coppe continentali | Coppe continentali | Altre coppe | Altre coppe | Altre coppe | Altre coppe | Altre coppe | Totale | Totale | Totale | Totale | % Vittorie | Piazzamento  |
| Stagione               | Squadra                | Comp                   | G          | V          | N          | P          | Comp            | G               | V               | N               | P               | Comp               | G                  | V                  | N                  | P                  | Comp        | G           | V           | N           | P           | G      | V      | N      | P      | %          | Piazzamento  |
| ---------------------- | ---------------------- | ---------------------- | ---------- | ---------- | ---------- | ---------- | --------------- | --------------- | --------------- | --------------- | --------------- | ------------------ | ------------------ | ------------------ | ------------------ | ------------------ | ----------- | ----------- | ----------- | ----------- | ----------- | ------ | ------ | ------ | ------ | ---------- | ------------ |
| ago.-ott. 2001         | Oldham Athletic        | SD                     | 1          | 0          | 1          | 0          | FACup+CdL       | -               | -               | -               | -               | -                  | -                  | -                  | -                  | -                  | FLT         | -           | -           | -           | -           | 1      | 0      | 1      | 0      | &0,00      | Ad interim   |
| dic. 2003-mar. 2004    | Oldham Athletic        | SD                     | 13         | 3          | 6          | 4          | FACup+CdL       | -               | -               | -               | -               | -                  | -                  | -                  | -                  | -                  | FLT         | -           | -           | -           | -           | 13     | 3      | 6      | 4      | 23,08      | Ad interim   |
| 2006-2007              | Oldham Athletic        | FL1                    | 46+2       | 21+0       | 12+0       | 13+2       | FACup+CdL       | 4+1             | 2+0             | 1+0             | 1+1             | -                  | -                  | -                  | -                  | -                  | FLT         | 1           | 0           | 0           | 1           | 54     | 23     | 13     | 18     | 42,59      | 6º           |
| 2007-2008              | Oldham Athletic        | FL1                    | 46         | 18         | 13         | 15         | FACup+CdL       | 5+2             | 3+1             | 1+0             | 1+1             | -                  | -                  | -                  | -                  | -                  | FLT         | 2           | 1           | 0           | 1           | 55     | 23     | 14     | 18     | 41,82      | 8º           |
| 2008-mar. 2009         | Oldham Athletic        | FL1                    | 27         | 15         | 13         | 9          | FACup+CdL       | 2+2             | 0+0             | 1+1             | 1+1             | -                  | -                  | -                  | -                  | -                  | FLT         | 1           | 0           | 0           | 1           | 32     | 15     | 15     | 12     | 46,88      | Eson.        |
| 2009-2010              | Chesterfield           | FL2                    | 46         | 21         | 7          | 18         | FACup+CdL       | 1+1             | 0+0             | 0+0             | 1+1             | -                  | -                  | -                  | -                  | -                  | FLT         | 3           | 1           | 1           | 1           | 51     | 22     | 8      | 21     | 43,14      | 8º           |
| 2010-2011              | Chesterfield           | FL2                    | 46         | 24         | 14         | 8          | FACup+CdL       | 2+1             | 1+0             | 0+0             | 1+1             | -                  | -                  | -                  | -                  | -                  | FLT         | 2           | 1           | 1           | 0           | 51     | 26     | 15     | 10     | 50,98      | 1º (prom.)   |
| 2011-2012              | Chesterfield           | FL1                    | 46         | 10         | 12         | 24         | FACup+CdL       | 1+1             | 0+0             | 0+1             | 1+0             | -                  | -                  | -                  | -                  | -                  | FLT         | 6           | 5           | 1           | 0           | 54     | 15     | 14     | 25     | 27,78      | 22º (retr.)  |
| gen.-giu. 2013         | Plymouth               | FL2                    | 19         | 8          | 4          | 7          | FACup+CdL       | -               | -               | -               | -               | -                  | -                  | -                  | -                  | -                  | FLT         | -           | -           | -           | -           | 19     | 8      | 4      | 7      | 42,11      | Sub. 21º     |
| 2013-2014              | Plymouth               | FL2                    | 46         | 16         | 12         | 18         | FACup+CdL       | 5+1             | 2+0             | 2+1             | 1+0             | -                  | -                  | -                  | -                  | -                  | FLT         | 2           | 0           | 1           | 1           | 54     | 18     | 16     | 20     | 33,33      | 10º          |
| 2014-2015              | Plymouth               | FL2                    | 46+2       | 20+0       | 11+0       | 15+2       | FACup+CdL       | 2+1             | 1+0             | 0+1             | 1+0             | -                  | -                  | -                  | -                  | -                  | FLT         | 2           | 1           | 0           | 1           | 53     | 22     | 12     | 19     | 41,51      | 7º           |
| Totale Plymouth        | Totale Plymouth        | Totale Plymouth        | 111+2      | 44+0       | 27+0       | 40+2       |                 | 9               | 3               | 4               | 2               |                    | -                  | -                  | -                  | -                  |             | 4           | 1           | 1           | 2           | 126    | 48     | 32     | 46     | 38,10      |              |
| ott. 2015-gen. 2016    | Newport County         | FL2                    | 14         | 3          | 6          | 5          | FACup+CdL       | 4+0             | 2               | 1               | 1               | -                  | -                  | -                  | -                  | -                  | FLT         | -           | -           | -           | -           | 18     | 5      | 7      | 6      | 27,78      | Sub., Eson.  |
| gen.-giu. 2016         | Oldham Athletic        | FL1                    | 22         | 9          | 6          | 7          | FACup+CdL       | -               | -               | -               | -               | -                  | -                  | -                  | -                  | -                  | FLT         | -           | -           | -           | -           | 22     | 9      | 6      | 7      | 40,91      | Sub. 17º     |
| 2016-gen. 2017         | Notts County           | FL2                    | 24         | 6          | 4          | 14         | FACup+CdL       | 4+1             | 1+0             | 2+1             | 1+0             | -                  | -                  | -                  | -                  | -                  | FLT         | 3           | 1           | 0           | 2           | 32     | 8      | 7      | 17     | 25,00      | Eson.        |
| gen.-giu. 2017         | Oldham Athletic        | FL1                    | 22         | 9          | 7          | 6          | FACup+CdL       | -               | -               | -               | -               | -                  | -                  | -                  | -                  | -                  | FLT         | -           | -           | -           | -           | 22     | 9      | 7      | 6      | 40,91      | Sub. 17º     |
| ago.-set. 2017         | Oldham Athletic        | FL1                    | 9          | 1          | 1          | 7          | FACup+CdL       | 0+1             | 0               | 0               | 1               | -                  | -                  | -                  | -                  | -                  | FLT         | 1           | 0           | 1           | 0           | 11     | 1      | 2      | 8      | &9,09      | Eson.        |
| Totale Oldham Athletic | Totale Oldham Athletic | Totale Oldham Athletic | 196+2      | 76+0       | 59+0       | 61+2       |                 | 17              | 6               | 4               | 7               |                    | -                  | -                  | -                  | -                  |             | 5           | 1           | 1           | 3           | 220    | 83     | 64     | 73     | 37,73      |              |
| feb.-giu. 2018         | Fleetwood Town         | FL1                    | 13         | 6          | 3          | 4          | FACup+CdL       | -               | -               | -               | -               | -                  | -                  | -                  | -                  | -                  | FLT         | -           | -           | -           | -           | 13     | 6      | 3      | 4      | 46,15      | Sub. 14º     |
| gen.-giu. 2019         | Chesterfield           | NL                     | 18         | 10         | 3          | 5          | FACup           | -               | -               | -               | -               | -                  | -                  | -                  | -                  | -                  | FAT         | 2           | 1           | 0           | 1           | 20     | 11     | 3      | 6      | 55,00      | Sub. 14º     |
| 2019-gen. 2020         | Chesterfield           | NL                     | 29         | 6          | 9          | 14         | FACup           | 2               | 0               | 1               | 1               | -                  | -                  | -                  | -                  | -                  | FAT         | 1           | 0           | 0           | 1           | 32     | 6      | 10     | 16     | 18,75      | Eson.        |
| Totale Chesterfield    | Totale Chesterfield    | Totale Chesterfield    | 185        | 71         | 45         | 69         |                 | 9               | 1               | 2               | 6               |                    | -                  | -                  | -                  | -                  |             | 14          | 8           | 3           | 3           | 208    | 80     | 50     | 78     | 38,46      |              |
| lug.-set. 2020         | Waterford              | PD                     | ?          | ?          | ?          | ?          | FAICup          | ?               | ?               | ?               | ?               | -                  | -                  | -                  | -                  | -                  | -           | -           | -           | -           | -           | 0      | 0      | 0      | 0      | —          | Sub., Eson.  |
| nov. 2020-apr. 2021    | Swindon Town           | FL1                    | 33         | 8          | 4          | 21         | FACup+CdL       | 1+0             | 0               | 0               | 1               | -                  | -                  | -                  | -                  | -                  | FLT         | 1           | 1           | 0           | 0           | 35     | 9      | 4      | 22     | 25,71      | Sub., Dimis. |
| Totale carriera        | Totale carriera        | Totale carriera        | 547+       | 214+       | 115+       | 218+       |                 | 45+             | 13+             | 14+             | 18+             |                    | -                  | -                  | -                  | -                  |             | 27          | 12          | 5           | 10          | 619    | 239    | 134    | 246    | 38,61      |              |

## Palmarès

### Giocatore

#### Competizioni nazionali
- Coppa di Lega inglese: 1

Sheffield Wednesday: 1990-1991
- First Division: 1

Bolton Wanderers: 1996-1997

### Allenatore

#### Competizioni nazionali
- Football League Two: 1

Chesterfield: 2010-2011
- Football League Trophy: 1

Chesterfield: 2011-2012